# Gueorgui Martyniouk
Gueorgui Yakovlevitch Martyniouk (en russe : Георгий Яковлевич Мартынюк), né le 3 mars 1940 à Tchkalov en Union soviétique et mort le 13 février 2014 à Moscou (Russie), est un acteur russe.

## Filmographie partielle
- 1963 : Silence (Тишина) de Vladimir Bassov : Korabelnikov
- 1964 : Il était une fois un vieux et une vieille (Жили-были старик со старухой) de Grigori Tchoukhraï
- 1964 : La Tempête de neige (Метель) de Vladimir Bassov
- 1968 : Le Glaive et le Bouclier (Щит и меч) de Vladimir Bassov
- 1971-2003 : Les Experts conduisent l'enquête (Следствие ведут ЗнаТоКи) de Vladimir Brovkine
- 1972 : La 359e Section (А зори здесь тихие) de Stanislav Rostotski

## Récompenses et nominations

### Récompenses
- 2003 : Artiste du peuple de la fédération de Russie[1]